# Parafia Najświętszej Maryi Panny Wniebowziętej w Drzeczkowie
Parafia Najświętszej Maryi Panny Wniebowziętej w Drzeczkowie – parafia rzymskokatolicka, znajdująca się w archidiecezji poznańskiej, w dekanacie rydzyńskim.
W parafii posługują księża archidiecezjalni. Parafia posiada kościół filialny w miejscowości Popowo Wonieskie.

## Proboszczowie
- ks. Włodzimierz Lisek (2010–2022)[2][3]
- ks. Łukasz Ruciński (2022–2025)[4]
- ks. Ryszard Siwek (2025–)[4]